# Klein Schwarzlosen
Klein Schwarzlosen ist ein Ortsteil der Ortschaft Hüselitz der Stadt Tangerhütte im Landkreis Stendal in Sachsen-Anhalt, (Deutschland).

## Geographie
Klein Schwarzlosen, ein Straßendorf mit Kirche, liegt sieben Kilometer nördlich von Tangerhütte am Rand der Niederung des Flusses Tanger im Südosten der Altmark. Südlich des Dorfes liegt der „Ziegeleiteich“, ein Biotop. Der Wasserstand des Teiches ist annähernd gleich, da er aus mehreren artesischen Quellen gespeist wird.
Nachbarorte sind Groß Schwarzlosen im Nordwesten, Hüselitz im Nordosten und Stegelitz im Südwesten.

## Geschichte

### Mittelalter bis Neuzeit
Im Jahre 1238 wurde der Ort urkundlich erstmalig erwähnt als Svartelose minus, als Graf Siegfried von Osterburg Dörfer und Besitz in der Altmark, mit denen er vorher vom St. Ludgerikloster Helmstedt belehnt worden war, dem Abt Gerhard von Werden und Helmstedt überschrieb. Im Landbuch der Mark Brandenburg von 1375 wird das Dorf als Lutken Swartelose und Swartelose aufgeführt. 1687 hieß es Lütken Schwartzlosen.
In einer älteren Urkunde aus dem Jahre 1120 wird in einer Bestandsauflistung des Augustinerchorherrenstifts St. Lorenz in Schöningen ein Ort namens „svardelese“ benannt. Es werden „im Umkreis der Colbitz-Letzlinger Heide“ unter anderem Bellingen, Schernebeck sowie  Klein- oder Groß Schwarzlosen erwähnt.
Im Jahr 1898 wurde in Klein Schwarzlosen die „I. Dampfmolkerei am Tanger“ von Mitgliedern aus den umliegenden Dörfern gegründet. 1933 wurde die Molkerei als eine der ersten auf Elektrizität umgestellt.
Bei der Bodenreform wurden 1945 ermittelt: 25 Besitzungen unter 100 Hektar hatten zusammen 600 Hektar, eine Kirchenbesitzung 38 Hektar Fläche. Im Jahre 1953 entstand die erste Landwirtschaftliche Produktionsgenossenschaft, die LPG Typ III „Geschwister Scholl“.

### Herkunft des Ortsnamens
Heinrich Sültmann meint, der Name 1238 swartelose, 1377 swarteloze, 1540 schwartlosen, zeigt in der Endung die indogermanische Wurzel „losen“ für „Holz“ oder „Wald“ und bedeutet „Schwarzholz“.

### Wüstungen
Das frühere Schwarzlosen stand wohl 1,25 Kilometer südlich vom heutigen Dorf. Dort hieß ein Flurstück „das alte Dorf“. 1863 wurden beim Pflügen Reste von Mauerwerk gefunden. 1,75 Kilometer südlich des heutigen Dorfes, südlich vom Zusammenfluss von Tanger und Dollgraben liegt eine Wiese, die „Worth“ genannt wurde. Spuren einer Siedlung sind aber nicht erkennbar.

### Eingemeindungen
Ursprünglich gehörte das Dorf Klein Schwarzlosen zum Tangermündeschen Kreis der Mark Brandenburg in der Altmark. Von 1807 und 1813 lag es im Kanton Lüderitz auf dem Territorium des napoleonischen Königreichs Westphalen. Nach weiteren Änderungen gehörte die Gemeinde zum Kreis Stendal, dem späteren Landkreis Stendal.
Am 20. Juli 1950 wurde die bis dahin eigenständige Gemeinde Klein Schwarzlosen nach Hüselitz eingemeindet.
In einem Gebietsänderungsvertrag zwischen der Stadt Tangerhütte und allen Mitgliedsgemeinden der Verwaltungsgemeinschaft Tangerhütte-Land wurde deren Eingemeindung nach Tangerhütte geregelt. Dem Vertrag stimmte der Gemeinderat Hüselitz am 11. Mai 2010 zu. Er wurde vom Landkreis als unterer Kommunalaufsichtsbehörde genehmigt und die Eingemeindung trat am 31. Mai 2010 in Kraft. So kam der Ortsteil Klein Schwarzlosen zur Einheitsgemeinde Stadt Tangerhütte und zur neu entstandenen Ortschaft Hüselitz.

### Einwohnerentwicklung
| Jahr | Einwohner |
| ---- | --------- |
| 1734 | 096       |
| 1772 | 055       |
| 1790 | 168       |
| 1798 | 166       |
| 1801 | 165       |
| 1818 | 183       |

| Jahr | Einwohner |
| ---- | --------- |
| 1840 | 204       |
| 1864 | 210       |
| 1871 | 215       |
| 1885 | 199       |
| 1892 | [00]288   |
| 1895 | 208       |

| Jahr | Einwohner |
| ---- | --------- |
| 1900 | [00]198   |
| 1905 | 190       |
| 1910 | [00]182   |
| 1925 | 197       |
| 1939 | 167       |
| 1946 | 268       |

| Jahr | Einwohner |
| ---- | --------- |
| 2013 | 89        |
| 2014 | 83        |
| 2018 | 94        |
| 2019 | 92        |
| 2020 | 96        |
| 2021 | 90        |

| Jahr | Einwohner |
| ---- | --------- |
| 2022 | [0]85     |
| 2023 | [0]84     |

Quelle, wenn nicht angegeben, bis 1946:

## Religion
- Die evangelische Kirchengemeinde Klein Schwarzlosen, die früher zur Pfarrei Klein-Schwarzlosen bei Demker gehörte,[21] wird heute betreut vom Pfarrbereich Tangerhütte im Kirchenkreis Stendal im Bischofssprengel Magdeburg der Evangelischen Kirche in Mitteldeutschland.[22] Die ältesten überlieferten Kirchenbücher für Klein Schwarzlosen stammen aus dem Jahre 1722.[23]
- Die katholischen Christen gehören zur Pfarrei St. Anna in Stendal im Dekanat Stendal im Bistum Magdeburg.[24]

## Kultur und Sehenswürdigkeiten

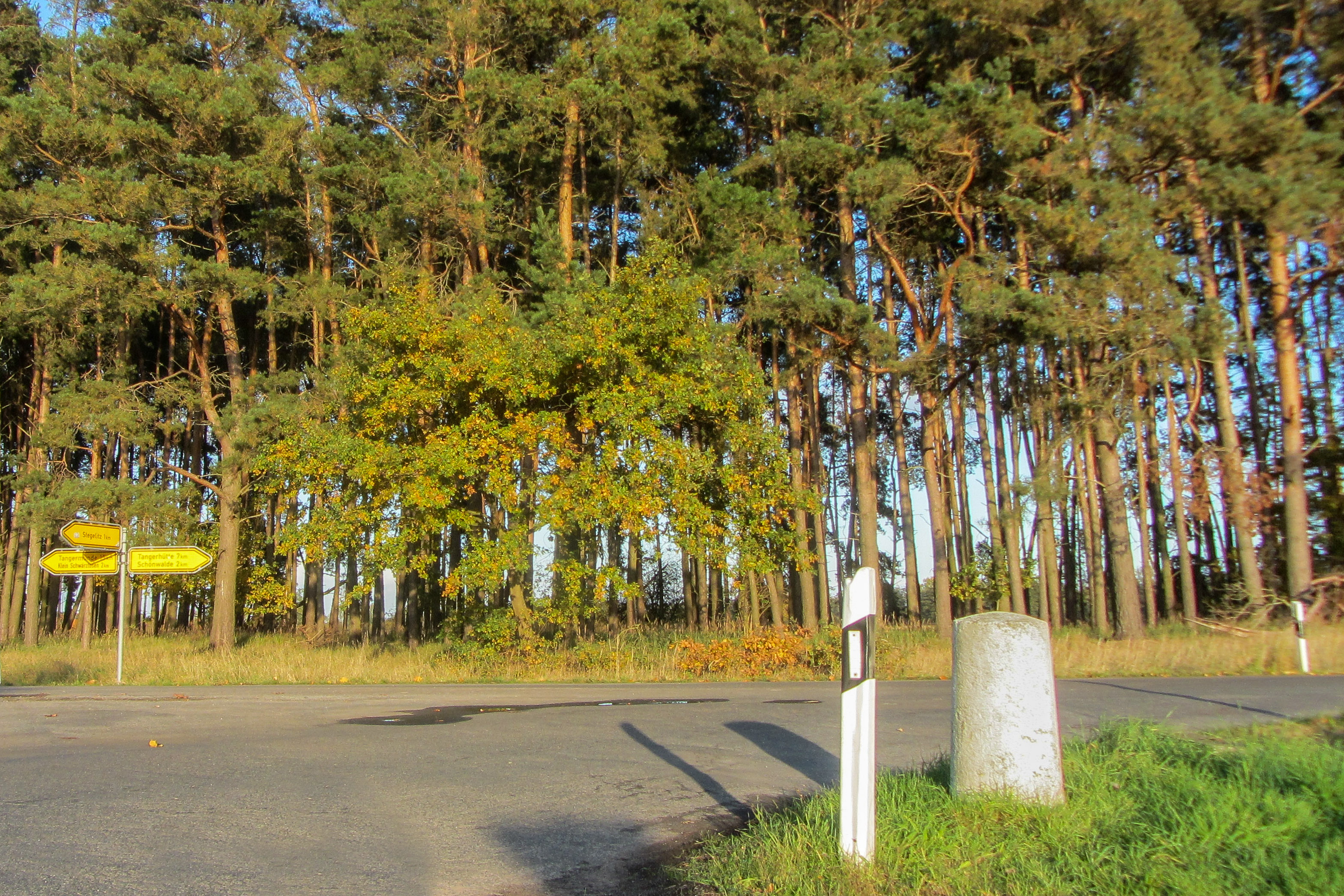
Preußischer Rundsockelstein an der Kreuzung nach Steglitz

- Die evangelische Dorfkirche Klein Schwarzlosen ist eine romanische Saalkirche aus Feldstein aus dem 13. Jahrhundert mit einem Westquerturm.[25]
- Die Kirche steht auf dem Ortsfriedhof. Er ist von einer Feldsteinmauer umgeben. Das Kirchhofportal ist ein Backsteintor aus dem 16. Jahrhundert.[26]
- Klein Schwarzlosen wird mit einem Denkmal den Gefallenen des Ersten und Zweiten Weltkrieges gedacht, einer Granitplatte auf einem Feldsteinsockel.[27]
- Der preußische Rundsockelstein an der Kreuzung nach Steglitz steht unter Denkmalschutz.

## Sagen aus Klein Schwarzlosen
Aus dem Dorf Klein Schwarzlosen sind viele Sagen bekannt, die der Pfarrer Alfred Pohlmann 1901 aufzeichnete, der hier geboren ist. In drei Sagen kommt der Teufel vor, ihm begegneten der Nachtwächter, der Schmied und ein Bauer. Sogar Till Eulenspiegel weilte als Knecht in Klein Schwarzlosen und in einer anderen Sage erschien der Teufel als dreibeiniger Mops.
Der Lehrer R. Lühe überlieferte 1908 die Sage „Der vergrabene Schatz in Klein-Schwarzlosen“. Eine ähnliche Sage unter dem Titel „Der schwarze Hahn“ erzählte 1994 Hanns H. F. Schmidt nach, außerdem die Sage und Spukgeschichte „Die Toten wollen ihre Ruhe“.

## Sohn des Ortes
- Alfred Pohlmann (1848–1927), evangelischer Geistlicher und Schriftsteller